# Liberty X
Liberty X (originariamente llamado Liberty) es un grupo de música pop/R&B formado por cinco concursantes de la edición del 2001 de Popstars del Reino Unido. El grupo originalmente estaba formado por Tony Lundon, Kevin Simm, Michelle Heaton, Kelli Young y Jessica Taylor.

## Biografía

### Popstars
Mientras que los ganadores de Popstars formaban el grupo Hear'Say, los cinco finalistas formaron el grupo Liberty. El nombre Liberty fue elegido para reflejar la libertad que disfrutaron por parte de la televisión y de la discográfica, ya que el grupo Hear'Say padeció las exigencias de ambos grupos mediáticos. Muchos comentaristas y críticos musicales les apodaron "Flopstars" ("Estrellas Perdedoras") ya que habían quedado como finalistas y no habían ganado el concurso musical. A pesar de esto, estas opiniones negativas fueron rápidamente eliminadas cuando firmaron un multimillonario contrato discográfico con la compañía discográfica independiente de Richard Branson, V2 Records UK, y fueron la alternativa "guay" a Hear'Say.
Pronto después de formarse como grupo, Liberty recibió apoyo legal en las Cortes Judiciales del Reino Unido de un grupo de R&B/Funky llamado también Liberty, que había tenido éxito en los 90, ganando el Premio Capital Radio Band Of The Year, actuaron en el Wembley Arena, realizaron giras por toda Europa y publicaron discos en los Estados Unidos, Europa y el Reino Unido. El original grupo Liberty había acusado al nuevo Liberty de aprovecharse de los beneficios que ya habían obtenido anteriormente con el nombre de Liberty. El juez apoyó al primer Liberty, teniendo el nuevo grupo que pedir opinión al público Inglés, a través del diario The Sun, para que eligiesen un nuevo nombre para el grupo. De hecho, el nombre ganador no fue Liberty X, sino X Liberty, y Michelle decidió pasar la X para el final del nombre para dar al nombre de grupo un nuevo significado y notabilidad... a pesar de que Liberty X fue el nombre de otro grupo, y este grupo, en cuestión, cedió sus derechos para el nuevo grupo, forzados por la discográfica de la nueva formación.

### Éxito Temprano:Thinking It Over
Los dos primeros sencillos publicados por el grupo fueron "Thinking It Over" y "Doin' It", y los lanzaron directamente a la fama y al éxito. Ambos sencillos fueron lanzados aun cuando el grupo se llamaba Liberty. El sencillo "Thinking It Over" debutó en el #5 en el Reino Unido, y el sencillo contaba con remixes hechos por Wideboys y Boy George. El segundo single, "Doin' It", fue publicado en diciembre de 2001, pero debutó en una regular posición en el Reino Unido, el #14, y en el resto del mundo fue un fracaso en las listas. A pesar de la posición tan baja que obtuvo el single, se dijo que si el sencillo fuera publicado dos semanas antes, llegaría al #1 en el Reino Unido.
Hubo un "parón" de cinco meses en el grupo debido a un nuevo juicio, publicando, finalmente, "Just A Little". El sencillo llevó al grupo al #1 en el Reino Unido, y fue el primer éxito oficial del grupo en todo el mundo. El sencillo fue el novero "bestselling" del 2002 en el Reino Unido. El cuarto sencillo fue "Got To Have Youe Love", aunque debería haber sido el tema "Waiting Me Tonight", en el que la discográfica decidió cancelar la publicación de este sencillo en favor de "Got To Have Your Love"
El sencillo debutó en el #2 de las Listas del Reino Unido, pero, a nivel mundial, el sencillo tuvo un éxito muy moderado. Después de publicar este single, salió a la venta su álbum-debut, titulado "Thinking It Over" (aunque en principio el disco se iba a llamar "To Those Who Wait". El disco tuvo un enorme éxito, debutando en el #3 del Reino Unido, y vendiendo más de 1'000.000 de copias allí, y más de 6'000,000 en todo el mundo.
El quinto y último sencillo del disco fue "Holding On For You", que debutó en el #5 del Reino Unido, aunque descendió once puestos en su segunda semana, colocándose en el #14, y en su tercera semana, ya había salido del Top 40. A nivel internacional, el sencillo fue todo un fracaso.

### Being Somebody
Después de un corto descanso, el grupo publicó "Being Nobody", una mezcla del tema de Chana Khan "Ain't Nobody" y el de Human League "Being Boiled". El sencillo fue producido por Richard X y publicado bajo el nombre de Richard X vs Liberty X. El tema siguió el éxito provocado por otro tema producido por Richard X, el sencillo de Sugababes "Freak Like Me", que llegó a lo más alto en el Reino Unido el año anterior. Ambos temas se incluyeron en el disco de Richard X "Richard X Presents His X-Factor Vol 1".
"Being Nobody" llegó al #3 en el Reino Unido, y tuvo un éxito internacional moderado. Precediendo a su segundo disco, "Being Somebody", el grupo publicó "Jumpin'", que sólo pudo llegar al #6 en UK y permaneció tan sólo cuatro semanas en el Top 40 de UK. El tema "Jumpin'" fue coescrito por la cantautora Inglesa Lucie Silvas.
El disco "Being Somebody" fue publicado el 3 de noviembre de 2003, debutando en el #12 de las Listas de Discos Más Vendidos en el Reino Unido, pero cayó hasta el #27 en la segunda semana. El disco vendió alrededor de 200 000 copias en total en el Reino Unido, vendiendo muchas menos copias que el álbum-debut.
El disco recibió numerosas críticas negativas por parte de sus fanes por contener demasiadas baladas emocionales, distanciándose de los inicios del grupo, con música R&B y Pop. Finalmente, y debido al fracaso y al poco interés suscitado, el grupo publicó el tercer y último sencillo del disco, "Everybody Cries", en enero del 2004. El sencillo perdió el Top 10 del Reino Unido, llegando a una pésima posición #13, y permaneciendo simplemente tres semanas en el Top 75. El sencillo no fue publicado a nivel internacional debido al fracaso del sencillo "Jumpin'" (en los pocos países que fue publicado), y del moderado éxito que provocó el sencillo "Being Nobody" en todo el mundo.
El grupo tuvo una seria crisis con la discográfica y entre ellos mismos, debido a que cada miembro quería trabajar en proyectos individuales diferentes. Kevin Simm apareció en el concurso de Channel 4 "The Games", compitiendo en una serie de eventos deportivos (quedando en segunda posición, por detrás de Philip Oliver). Michelle Heaton apareció en el "Celebrity Wresting" de ITV. Jessica Taylor participó en el "Come Ice Skating" de la BBC; y Tony Lundon y Kelli Young decidieron tomar un tiempo para trabajar en nuevas canciones para el tercer disco del grupo, además de colaborar con otros artistas.
Tony colaboró en el álbum-debut del grupo Irlandés D-Side, componiendo y cantando en una canción titulada "Fix You", y Kelli colaboró con Billy Crawford en uno de los temas de su disco "Big City", siendo el sencillo "Go, Go". Este tema ha sido usado por Jamelia para una canción que nunca fue incluida en su tercer disco "Walk With Me".
Durante todo este tiempo, The Sun reportó que el grupo estaba a punto de relanzar el disco "Being Somebody", y que iba a incluir un cover del Hit de los 90 "Back To Life", pero nunca se materializó, y nunca hubo un relanzamiento del disco. Finalmente, el grupo publicó una versión del sencillo "Fresh" que fue publicado en una selección de países de Europa, pero no en el Reino Unido. El sencillo consiguió entrar en el Top 40 de Francia, en el puesto #35.

### X
A mediados de 2005 fue anunciado que Liberty X habían dejado V2 Records UK, y que habían firmado un nuevo contrato con la discográfica independiente Unique Corp. Records. Su tercer álbum fue publicado en octubre de 2005 bajo el título de X. No obteniendo los derechos de algunas canciones (incluyendo colaboraciones con Richard X), el grupo tuvo que componer nuevo material.
El primer sencillo fue "Song 4 Lovers", tema que fue compuesto y grabado cuando aún estaban en V2 Records UK en 2004. Finalmente, el sencillo fue publicado en septiembre de 2005 y contiene la colaboración de Rev Run de Run DMC, que coescribió el tema. El tema fue bien recibido, teniendo gran promoción a través de las radios y las televisiones del Reino Unido y de todo el mundo. Durante la primera semana de salida, el sencillo se situaba en torno a los puestos #2 y #3 en los Midweeks Chart, pero finalmente terminó por conseguir el puesto #5 en el Reino Unido, y siendo un éxito moderado internacionalmente. Este es su primer Top 10 Hit desde hacía dos años en el Reino Unido. El sencillo permaneció cuatro semanas en el Top 10.
Su tercer disco fue "X", y fue publicado en octubre de 2005, pero debido a la falta de entusiasmo por parte del público, a pesar del éxito del sencillo "Song 4 Lovers", el disco debutó en una pésima posición en el Reino Unido, #27, dejando el Top 40 después de una sola semana. La gente no estaba impresionada con el contenido del disco, y además, contenía cuatro sencillos previamente publicados ("Just A Little", "Got To Have Your Love", "Being Nobody" y "Holding On For You"), más un sencillo actual ("Song 4 Lovers"), y una canción que fue usada como B-Side del sencillo "Song 4 Lovers" ("Yo DJ").
A finales de octubre, seguido del éxito de su primer sencillo, el grupo anunció que habían sido preguntados para grabar el sencillo oficial de 2005 de "Children In Need". Por lo tanto, colaboraron con Rod Gammons y grabaron un nuevo tema, "A Night To Remember", un cover del clásico de Shalamar, y grabaron el sencillo "Everybody Dance". El grupo actuó en la gala de "Children In Need", cantando ambos temas, el 18 de noviembre de 2005. El doble A-sencillo debutó en el #6 en el Reino Unido, y en el resto del mundo tuvo gran éxito desde "Just A Little".
Después de otra crisis en el grupo, regresaron a la escena musical en junio de 2006 con un remix de la canción "X". La canción era uno de los temas favoritos por los fanes, pero debido a la falta de promoción y la falta de promoción en radios y televisiones, el sencillo no entró en el UK Top 40, debutando en una pésima posición #47, siendo un fracaso rotundo, y no fue publicado en el resto del mundo.
La reedición del disco, que contenía la nueva versión de "X" y el sencillo "A Night To Remember", fue publicada a finales de 2006, a pesar de que el público desconocía por completo la reedición del disco, por tanto, fracasando en las listas de ventas. Nunca fue reeditado en el resto del mundo.
A pesar de los constantes rumores de separación del grupo, la banda anunció que continuaban juntos, pero que iban a realizar cosas por solitario. Al mismo tiempo, se había conocido la noticia de que habían sido despedidos por su discográfica. 
Michelle, publicó en la web oficial del grupo que seguían juntos y que regresarían con un nuevo sencillo en enero de 2007, con una canción de una próxima película. A pesar de esto, nunca se materializó. Desde entonces, Michelle Heaton se casó con su novio, Andy Scott-Lee, conocido por ser el séptimo finalista de la segunda temporada del concurso musical Pop Idol.
Jessica Taylor mantuvo una relación sentimental con la estrella del cricket Kevin Pietersen; Kevin Simm reapareció en el programa de Channel 4 "The Games", en el Champion of Champions, compitiendo con para su equipo; y Tony Lundon estuvo ocupado componiendo nuevas canciones para lo que podría haber sido el cuarto disco del grupo.

### Ruptura yGreatest Hits
El 20 de mayo de 2007, el grupo publicó un mensaje en su página web oficial anunciando su separación. Dijeron: "Queremos que los fans sepan que Liberty X no grabará nuevo material juntos".
"Todos nosotros tenemos proyectos en solitario, y estamos trabajando en ello, y estamos muy contentos por ello. Seguimos siendo muy amigos y seguiremos realizando los conciertos que nos quedan del actual Club Tour".
"Además, trataremos de juntarnos de vez en cuando como Liberty X, para eventos esporádicos". Existen rumores en Internet sobre la publicación de un Greatest Hits de todos sus 12 sencillos publicados y tres temas sin publicar.
El grupo canceló una aparición en la Graduación de la Universidad de Newcastle el 14 de julio de 2007.

## Discografía
Países dónde Liberty X ha tenido éxito: Reino Unido (UK), Irlanda (IRL), Australia (AUS), Alemania (ALE), Austria (AUT), Francia (FRA), Holanda (HOL), Suiza (SUI), Italia (ITA), Israel (ISR), China (CHN), Japón (JPN), Brasil (BRA), Chile (CHI), Argentina (ARG), México (MEX), Portugal (POR), Suecia (SUE), Noruega (NOR); Estados Unidos (USA), Canadá (CAN), Polonia (POL), Grecia (GRE), España (ESP), Ibiza (IBZ), Cataluña (CAT), Singapur (SNG), Rusia (RSA), Filipinas (FIL), Indonesia (IND), Tailandia (TAI), Malasia (MLS) y Sudáfrica (SRA).

### Álbumes1
| Año  | Álbum              | Chart | Chart | Chart | Chart | Chart | Chart | Chart | Chart | Chart | Chart | Chart | Chart | Chart | Chart | Chart | Chart | Chart | Chart | Chart |                                                      |
| Año  | Álbum              | UK    | IRL   | AUS   | ALE   | AUT   | FRA   | HOL   | SUI   | ITA   | ISR   | CHN   | JPN   | BRA   | CHI   | ARG   | MEX   | POR   | SUE   | NOR   |                                                      |
| ---- | ------------------ | ----- | ----- | ----- | ----- | ----- | ----- | ----- | ----- | ----- | ----- | ----- | ----- | ----- | ----- | ----- | ----- | ----- | ----- | ----- | ---------------------------------------------------- |
| 2001 | "Thinking It Over" | 3     | 8     | 18    | 7     | 5     | 10    | 9     | 7     | 4     | 1     | 1     | 2     | 7     | 9     | 15    | 19    | 12    | 10    | 9     | Compañía: V2 Records UK. Copias Vendidas: 7,000,000. |
| 2003 | "Being Somebody"   | 12    | 48    | 87    | 90    | 54    | 77    | 81    | 99    | 40    | 20    | 18    | 37    | 96    | 114   | 85    | 128   | 90    | 120   | 101   | Compañía: V2 Records UK. Copias Vendidas: 900,000.   |
| 2005 | "X"                | 27    | 138   | —     | 184   | 99    | 90    | 170   | 197   | 84    | 49    | 40    | 75    | —     | —     | —     | —     | —     | —     | —     | Compañía: Unique Corp. Copias Vendidas: 300,000.     |

### sencillos1
| Año  | Single                  | Chart | Chart | Chart | Chart | Chart | Chart | Chart | Chart | Chart | Chart | Chart | Chart | Chart | Chart | Chart | Chart | Chart | Chart | Chart |                                      |
| Año  | Single                  | UK    | IRL   | AUS   | ALE   | AUT   | FRA   | HOL   | SUI   | ITA   | ISR   | CHN   | JPN   | BRA   | CHI   | ARG   | MEX   | POR   | SUE   | NOR   |                                      |
| ---- | ----------------------- | ----- | ----- | ----- | ----- | ----- | ----- | ----- | ----- | ----- | ----- | ----- | ----- | ----- | ----- | ----- | ----- | ----- | ----- | ----- | ------------------------------------ |
| 2001 | "Thinking It Over"      | 5     | 6     | 81    | 10    | 8     | 22    | 19    | 5     | 8     | 4     | 3     | 4     | 10    | 9     | 7     | 9     | 10    | 14    | 11    | Thinking It Over                     |
| 2001 | "Doin' It"              | 14    | 27    | —     | 48    | 37    | 36    | 86    | 19    | 20    | 18    | 17    | 24    | —     | —     | —     | —     | 34    | 33    | 29    | Thinking It Over                     |
| 2002 | "Just A Little"         | 1     | 2     | 4     | 3     | 2     | 10    | 8     | 2     | 3     | 1     | 1     | 1     | 4     | 3     | 2     | 2     | 5     | 8     | 5     | Thinking It Over                     |
| 2002 | "Got To Have Your Love" | 2     | 7     | 75    | 14    | 9     | 49    | 17    | 12    | 8     | 3     | 3     | 3     | 7     | 8     | 6     | 5     | 17    | 20    | 19    | Thinking It Over                     |
| 2002 | "Holding On For You"    | 5     | 39    | —     | 83    | 47    | 109   | 76    | 80    | 62    | 40    | 37    | 65    | 128   | 104   | 127   | 99    | 113   | 100   | 102   | Thinking It Over                     |
| 2003 | "Being Nobody"          | 3     | 35    | 36    | 88    | 40    | 67    | 75    | 89    | 33    | 12    | 9     | 29    | 80    | 99    | 78    | 105   | 87    | 100   | 95    | Being Somebody                       |
| 2003 | "Jumpin'"               | 6     | —     | —     | —     | 28    | 56    | —     | —     | 29    | 18    | 17    | 58    | —     | —     | —     | —     | —     | —     | —     | Being Somebody                       |
| 2004 | "Everybody Cries"       | 13    | —     | —     | —     | —     | 29    | —     | —     | —     | —     | —     | —     | —     | —     | —     | —     | —     | —     | —     | Being Somebody                       |
| 2004 | "Fresh"                 | —     | —     | 58    | 93    | —     | 35    | —     | —     | —     | —     | —     | —     | —     | —     | —     | —     | —     | —     | —     | The Hits Reloaded by Kool & The Gang |
| 2005 | "Song 4 Lovers"         | 5     | 9     | —     | 40    | 35    | 40    | 31    | 20    | 14    | 10    | 8     | 19    | —     | —     | —     | —     | —     | —     | —     | X                                    |
| 2005 | "A Night To Remember"   | 6     | 7     | —     | 15    | 13    | 16    | 18    | 7     | 6     | 5     | 4     | 8     | —     | —     | —     | —     | —     | —     | —     | X                                    |
| 2006 | "X"                     | 47    | 118   | —     | 96    | —     | 89    | —     | —     | —     | —     | —     | —     | —     | —     | —     | —     | —     | —     | —     | X                                    |

### Álbumes2
| Año  | Álbum              | Chart | Chart | Chart | Chart | Chart | Chart | Chart | Chart | Chart | Chart | Chart | Chart | Chart |
| Año  | Álbum              | USA   | CAN   | POL   | GRE   | ESP   | CAT   | SNG   | RSA   | FIL   | IND   | TAI   | MLS   | SRA   |
| ---- | ------------------ | ----- | ----- | ----- | ----- | ----- | ----- | ----- | ----- | ----- | ----- | ----- | ----- | ----- |
| 2002 | "Thinking It Over" | 118   | 97    | 4     | 6     | 84    | 9     | 7     | 5     | 6     | 8     | 4     | 2     | 7     |
| 2003 | "Being Somebody"   | —     | —     | 58    | 63    | 187   | 50    | 84    | 99    | 74    | 79    | 96    | 80    | 93    |
| 2005 | "X"                | —     | —     | 135   | 114   | —     | —     | —     | —     | —     | —     | —     | —     | —     |

### sencillos2
| Año  | Single                  | sencillos Chart | sencillos Chart | sencillos Chart | sencillos Chart | sencillos Chart | sencillos Chart | sencillos Chart | sencillos Chart | sencillos Chart | sencillos Chart | sencillos Chart | sencillos Chart | sencillos Chart | sencillos Chart |                                          |
| Año  | Single                  | USA             | CAN             | POL             | GRE             | ESP             | IBZ*            | CAT             | SNG             | RSA             | FIL             | IND             | TAI             | MLS             | SRA             |                                          |
| ---- | ----------------------- | --------------- | --------------- | --------------- | --------------- | --------------- | --------------- | --------------- | --------------- | --------------- | --------------- | --------------- | --------------- | --------------- | --------------- | ---------------------------------------- |
| 2001 | "Thinking It Over"      | 73              | 54              | 9               | 10              | 37              | 18              | 7               | 8               | 10              | 9               | 6               | 3               | 3               | 8               | Thinking It Over                         |
| 2001 | "Doin' It"              | —               | —               | 34              | 47              | 118             | —               | 40              | 27              | 34              | 63              | 25              | 31              | 20              | 84              | Thinking It Over                         |
| 2002 | "Just A Little"         | 14              | 7               | 1               | 2               | 16              | 3               | 1               | 1               | 1               | 2               | 2               | 1               | 1               | 2               | Thinking It Over                         |
| 2002 | "Got To Have Your Love" | 69              | 45              | 8               | 9               | 75              | 8               | 2               | 5               | 3               | 7               | 9               | 5               | 3               | 9               | Thinking It Over                         |
| 2002 | "Holding On For You"    | 185             | 132             | 36              | 63              | 170             | —               | 45              | 56              | 37              | 41              | 64              | 29              | 50              | 99              | Thinking It Over                         |
| 2003 | "Being Nobody"          | —               | —               | 40              | 45              | 193             | 24              | 27              | 40              | 76              | 69              | 58              | 80              | 64              | 89              | Being Somebody                           |
| 2003 | "Jumpin'"               | —               | —               | —               | —               | —               | —               | —               | —               | —               | —               | —               | —               | —               | —               | Being Somebody                           |
| 2004 | "Everybody Cries"       | —               | —               | —               | —               | —               | —               | —               | —               | —               | —               | —               | —               | —               | —               | Being Somebody                           |
| 2004 | "Fresh"                 | —               | —               | —               | —               | —               | —               | —               | —               | —               | —               | —               | —               | —               | —               | The Hits Reloaded by The Kool & The Gang |
| 2005 | "Song 4 Lovers"         | —               | —               | 34              | 39              | —               | —               | —               | —               | —               | —               | —               | —               | —               | —               | X                                        |
| 2005 | "A Night To Remember"   | —               | —               | 18              | 20              | —               | —               | —               | —               | —               | —               | —               | —               | —               | —               | X                                        |
| 2006 | "X"                     | —               | —               | —               | —               | —               | —               | —               | —               | —               | —               | —               | —               | —               | —               | X                                        |

(*) Las posiciones de Ibiza corresponden sólo a los sencillos.

### B-sides y otras canciones
- "No Clouds" (1st Version) (Thinking It Over B-Side/original version on Thinking It Over álbum)
- "Greed" (Thinking It Over B-Side)
- "Never Meant To Be" (Thinking It Over B-Side)
- "Right Here Right Now" (Doin It' B-Side/Thinking It Over álbum track)
- "Never Meant To Say Goodbye" (Doin' It B-Side/Thinking It Over Import álbum track/Alternative Version on Jumpin')
- "Breathe" (Just A Little B-Side)
- "Good Love" (Got To Have Your Love B-Side)
- "Get With You" (Got To Have Your Love B-Side)
- "Everything" (Got To Have Your Love B-Side)
- "Shut Up And Dance" (Holding on For You B-Side)
- "Before It's Goodbye" (Holding On For You B-Side)
- "It Helps" (Jumpin' B-Side)
- "Shake It" (Jumpin' B-Side)
- "Sunshine" (Everybody Cries B-Side)
- "Enemy" (Everybody Cries B-Side)
- "Yo DJ" (Song For Lovers B-Side/X álbum track)
- "Everybody Dance" (A Night To Remember B-Side)
- "O Holy Night" (A Night To Remember B-Side)
- "Practice What You Preach" (Only on rare promo of 'To Those Who Wait')
- "Licence To Kill" (Never released)